# خادمات معلومات الإنترنت
خادمات معلومات الإنترنت (بالإنجليزية: Internet Information Services) وتختصر IIS هو خادم ويب من شركة مايكروسوفت، بدأ مع نظام ويندوز إن تي 4، يعرف بقوته وسرعته وندرة مشاكله مع أمان كبير. يأتي IIS في المرتبة الثانية من حيث الاستعمال بعد خادم خادوم إتش تي تي بي أباتشي هذا الأخير الذي عرف تراجعاً هائلاً في السنوات الأخيرة ضد غريمه IIS.